# 4-metoxicinamaldehído
4-metoxicinamaldehído es un bio-activo aislado de  Agastache rugosa.